# Frédéric-Henri de Saxe-Pegau-Neustadt
Frédéric-Henri de Saxe-Zeitz-Pegau-Neustadt (Moritzburg, 21 juillet 1668 - Neustadt an der Orla, 18 décembre 1713), est un prince allemand de la Maison de Wettin.
Il est le quatrième fils de Maurice de Saxe-Zeitz, et de sa seconde épouse, Dorothée-Marie de Saxe-Weimar.

## Biographie
A Öls le 23 avril 1699, Frédéric Henri épouse Sophie-Angélique de Wurtemberg-Oels. Peu de temps après, son frère aîné, le duc Maurice-Guillaume de Saxe-Zeitz, lui donne les villes de Pegau et Neustadt comme Apanage. À partir de là, il prend le titre de duc de Saxe-Zeitz-Pegau-Neustadt (Herzog von Saxe-Zeitz-Pegau-Neustadt). Son épouse Sophie est décédée après seulement dix-neuf mois de mariage, le 11 novembre 1700.
A Moritzburg le 27 février 1702, Frédéric se remarie avec Anne de Schleswig-Holstein-Sonderbourg-Wiesenbourg. Ils ont deux enfants:
1. Maurice-Adolphe-Charles de Saxe-Zeitz-Neustadt (de) (Moritzbourg, 1er décembre 1702 - Pöltenberg, 20 juin 1759), duc de Saxe-Zeitz-Pegau-Neustadt (1713-18), Évêque de Hradec Králové (Königrgrätz) (1732) et de Litoměřice (Leitmeritz) (1733-52),
2. Dorothée Charlotte (Moritzbourg, 20 mai 1708 - Moritzbourg, 8 novembre 1708).

La mort de son neveu, le duc héréditaire Frédéric-Auguste, le 17 février 1710, fait de lui l'héritier présomptif du duché de Saxe-Zeitz, parce que son frère aîné est prêtre.
Néanmoins, il est mort trois ans plus tard, cinq ans avant son frère Maurice-Guillaume de Saxe-Zeitz. Son seul fils, Maurice Adolphe Charles, lui succède à Pegau-Neustadt, mais, encore mineur, il est placé sous la garde de son oncle Maurice Guillaume et devient le nouveau prince héritier de Saxe-Zeitz. Cependant, peu de temps après (1718), le jeune Maurice Adolphe est devenu lui-même prêtre et renonce à ses prétentions sur le duché, qui entraîne l'extinction de la lignée de Saxe-Zeitz.
Sans autres héritiers mâles, Zeitz revient à l'Électorat de Saxe après la mort de Maurice Guillaume.